# Поппо Аквилейский
Поппо (Вольфганг фон Треффен; итал. Poppone di Carinzia, Poppo, нем. Wolfgang von Treffen; умер 28 сентября 1042) — патриарх Аквилейский (1019—1042).

## Биография
Баварец по рождению, Поппо был назначен патриархом Аквилеи в 1019 году императором Священной Римской империи Генрихом II. Сопровождал императора в его третьем итальянском походе (1022). Возможно, Поппо был племянником императора Конрада II, который предоставил патриарху обширную территорию по реке Изонцо. Император дал патриарху Аквилеи также право получать налоги и чеканить серебряную монету, равную по стоимости веронской лире.
Заботясь о престиже патриархата, Поппо приложил немалые усилия для восстановления Аквилеи и Чивидале и выступил заказчиком строительства грандиозных архитектурных сооружений. По инициативе Поппо были также защищены горные перевалы и восстановлены торговые пути. В Аквилее стараниями патриарха была восстановлена базилика (1031) и построена колокольня.
Поппо пытался подчинить себе патриархию Градо, находившуюся во владении Венеции. В 1024 году он напал на остров Градо, разграбил и оставил его за собой. Конрад II под давлением Венеции потребовал от Поппо освободить захваченные земли. Однако патриарх Аквилеи снова напал на Градо, разоряя всё то, что избежало разрушения при его предыдущих нашествиях, не пощадив также церкви. Папа римский Иоанн XIX передал Градо Аквилее, однако в 1044 году Бенедикт IX отменил это решение.